# Smolucha świerkowa

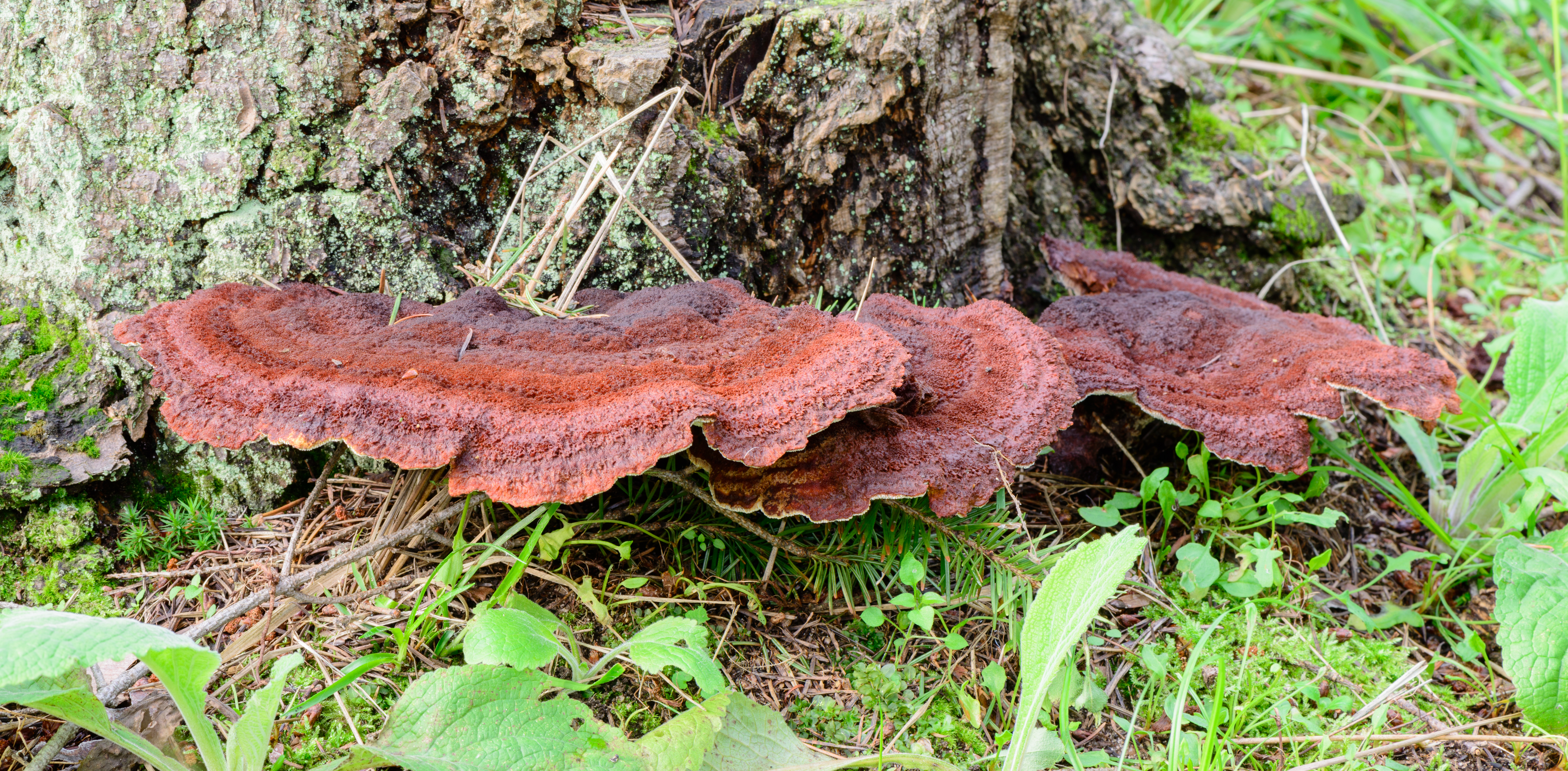
Młode owocniki

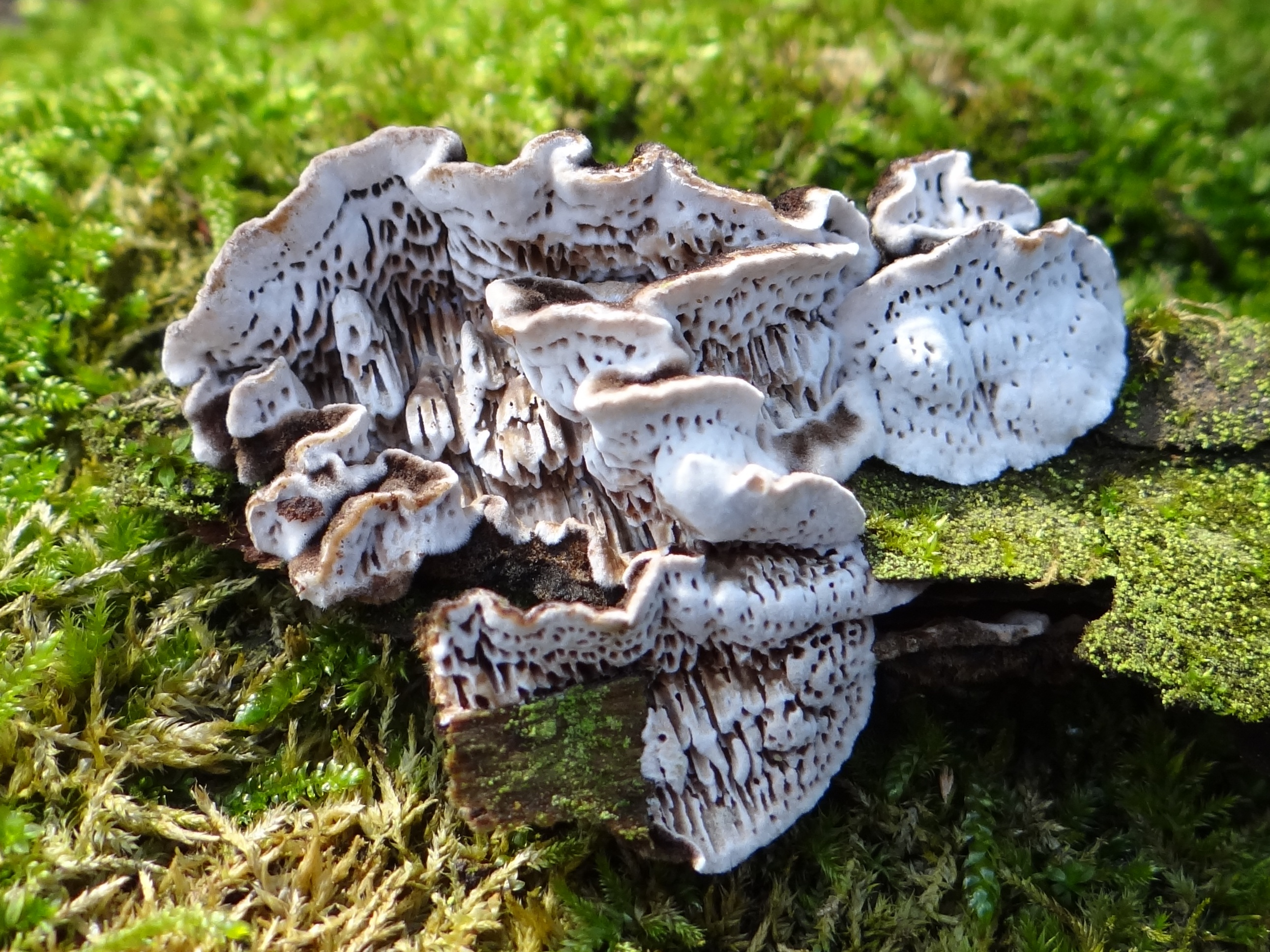
Hymenofor

Smolucha świerkowa (Ischnoderma benzoinum (Wahlenb.) P. Karst.) – gatunek grzybów z rodziny Ischnodermataceae.

## Systematyka i nazewnictwo
Pozycja w klasyfikacji według Index Fungorum:  Ischnoderma, Ischnodermataceae, Polyporales, Incertae sedis, Agaricomycetes, Agaricomycotina, Basidiomycota, Fungi.
Po raz pierwszy takson ten zdiagnozował w 1826 r. Georg Wahlenberg nadając mu nazwę Boletus benzoinus. Obecną, uznaną przez Index Fungorum nazwę nadał mu w 1881 r. Petter Karsten, przenosząc go do rodzaju Ischnoderma.
Niektóre synonimy naukowe

- Boletus benzoinus Wahlenb. 1826
- Boletus rubiginosus Schrad. 1794
- Boletus velutinus Vahl 1794
- Lasiochlaena benzoina (Wahlenb.) Pouzar 1937
- Polyporus benzoinus (Wahlenb.) Fr. 1828
- Polyporus guttatus Weinm. 1828
- Polyporus morosus Kalchbr. 1869
- Polyporus nigrorugosa Lloyd 1924
- Polyporus pini-silvestris Allesch.
- Polystictus benzoinus (Wahlenb.) Bigeard & H. Guill. 1913
- Trametes benzoina (Wahlenb.) Fr. 1838
- Ungulina benzoina (Wahlenb.) Singer 1929

Łacińska nazwa ischnoderma oznacza zwiędły lub pomarszczona skóra, resinosum znaczy balsamiczny zapach. Polską nazwę nadali Barbara Gumińska i Władysław Wojewoda w 1983 r.

## Morfologia
Owocnik
Jednoroczna huba do podłoża przyrastająca bokiem. Pojedynczy owocnik ma kształt wachlarzowaty lub półkolisty, długość do 20 cm, szerokość do 14 cm i grubość do 2 cm. Powierzchnia górna młodych owocników filcowata, starszych naga, z lekkim połyskiem. Jest koncentrycznie strefowana. Młode owocniki mają barwę czerwonobrązową lub brązową, starsze stają się fioletowo-czarne od pokrywającej je żywicy. Brzeg jest cienki i zawsze jaśniejszej barwy, często falisty i wygięty w dół.
Hymenofor
Wykształca się dopiero w końcowej fazie rozwoju owocnika. Rurki mają długość około 10 mm. Pory są okrągłe lub wielokątne i bardzo drobne; na 1 mm mieści się ich 4–6. Początkowo są białawe, potem coraz ciemniejsze, u starszych owocników brązowe. Po uciśnięciu  ciemnieją.
Miąższ
Ma grubość około 1 cm. U młodych owocników jest biały i mięsisty, u dojrzałych staje się ochrowy i twardy.
Cechy mikroskopowe
Wysyp zarodników biały. Zarodniki walcowate, gładkie, nieamyloidalne, o rozmiarach 5–6 × 2–2,5 μm. Cystyd brak. Podstawki 4-zarodnikowe o rozmiarach 10–15 × 3–4 μm.

## Występowanie i siedlisko
Występuje w rozproszeniu na półkuli północnej. Jest dość rzadki. W Polsce gatunek rzadki. Znajduje się na Czerwonej liście roślin i grzybów Polski. Ma status V – gatunek narażony na wymarcie. Znajduje się na listach gatunków zagrożonych także w Niemczech. Według obserwacji z lat 2005-2014 w Polsce gatunek ten nie jest jednak bardzo rzadki.
Rozwija się na pniach i pniakach martwych drzew iglastych.

## Znaczenie
Saprotrof wywołujący białą zgniliznę drewna. Grzyb niejadalny.
Zawiera kwasy polyporenowe i ungulinowe wykazujące działanie bakteriobójcze.

## Gatunki podobne
- smolucha bukowa (Ischnoderma resinosum). Występuje na drewnie drzew liściastych. Ma owocniki grubsze i jaśniejsze, a ich górna powierzchnia jest bardziej gładka. Brak różnic mikroskopowych między obydwoma gatunkami smoluch[6].
- jodłownica górska (Bondarzewia mesenterica), która również rośnie na drzewach iglastych, jednak tylko na ich korzeniach[3].